# Sucrerie de Serpon
La sucrerie de Serpon, en anglais Serpon Sugar Mill, est un site historique du Belize, constitué des vestiges d'un moulin à canne à sucre à vapeur dont la construction en 1865 a marqué le début de l'ère industrielle du pays. Elle est située près du village de Sittee River, dans le district de Stann Creek.

## Présentation
La culture de la canne à sucre est introduite au Belize, en 1848 par les réfugiés Mayas et Mestizo fuyant la guerre des castes dans la péninsule du Yucatán, avant que la région ne devienne une colonie britannique. Après la guerre civile américaine de 1865, les immigrants du sud des États-Unis investissent massivement dans des plantations de sucre et de petites usines sucrières dans tout le sud du Belize.
Le domaine de Serpon est acheté par un Écossais nommé William Bowman,. En 1863, Bowman et les propriétaires d'un autre domaine, Regalia, commencent la construction de deux moulins à vapeur, marquant ainsi l'arrivée de la révolution industrielle au Belize. Les pièces de la sucrerie de Serpon sont fabriquées par Stewart and Company à Glasgow, et le concasseur, la chaudière, le moteur à poutre (en) et le four sont tous alimentés par la vapeur. À son apogée, il a été estimé que la sucrerie de Serpon produisait et expédiait plus de 770 kilogrammes de sucre par mois. Cette production et celle de l'usine de Regalia auraient alimenté l'économie du Belize pendant une trentaine d'années.
Cependant, au début du XXe siècle, la production de sucre s’avère plus rentable dans les districts de Corozal et d'Orange Walk, ce qui conduit à l'abandon des usines de Serpon et de Regalia en 1910.
En 2009, les ruines du moulin à sucre de Serpon sont classées comme réserve archéologique sur 13 ha.

## Galerie

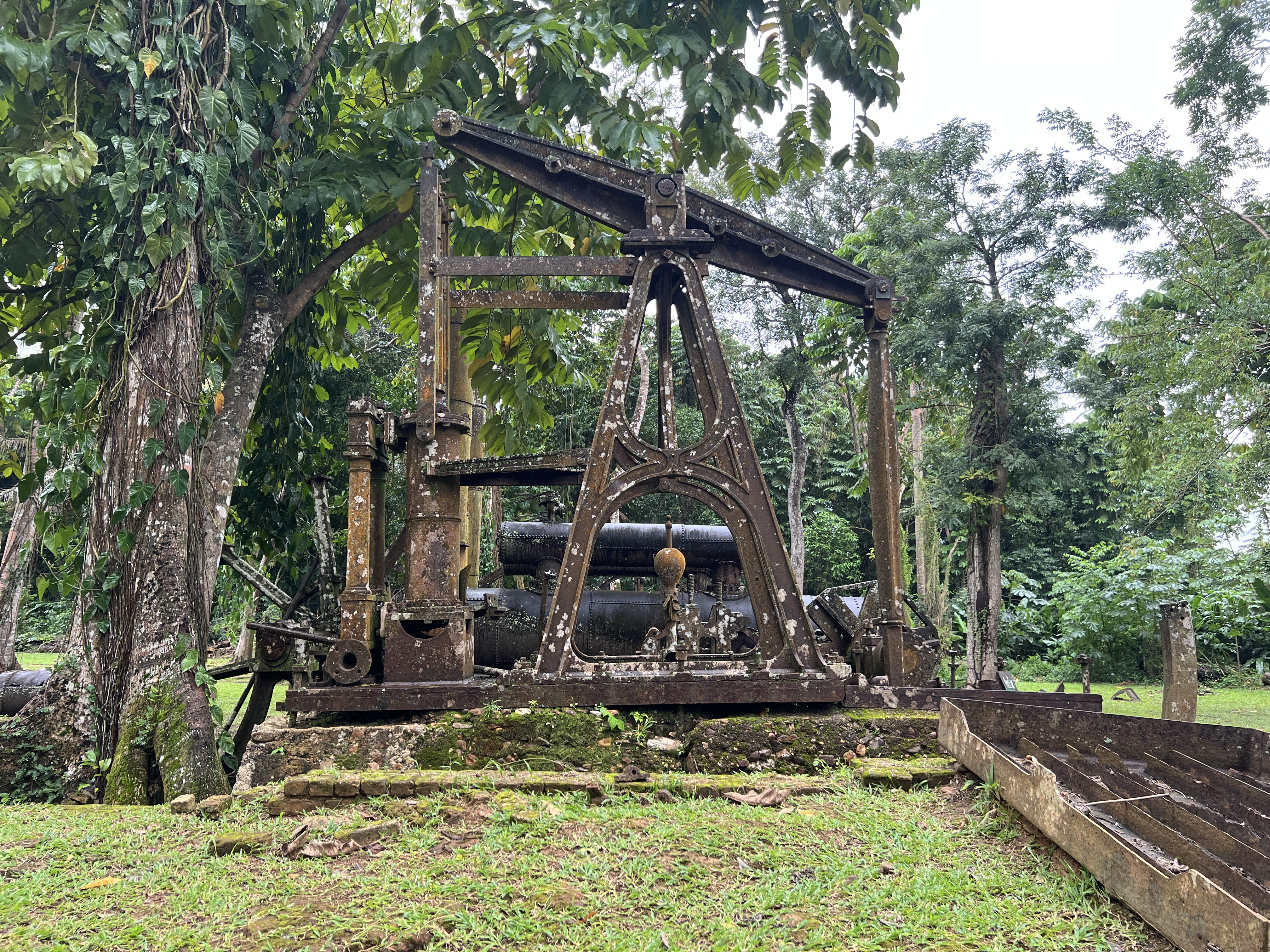
Moteur à poutre.
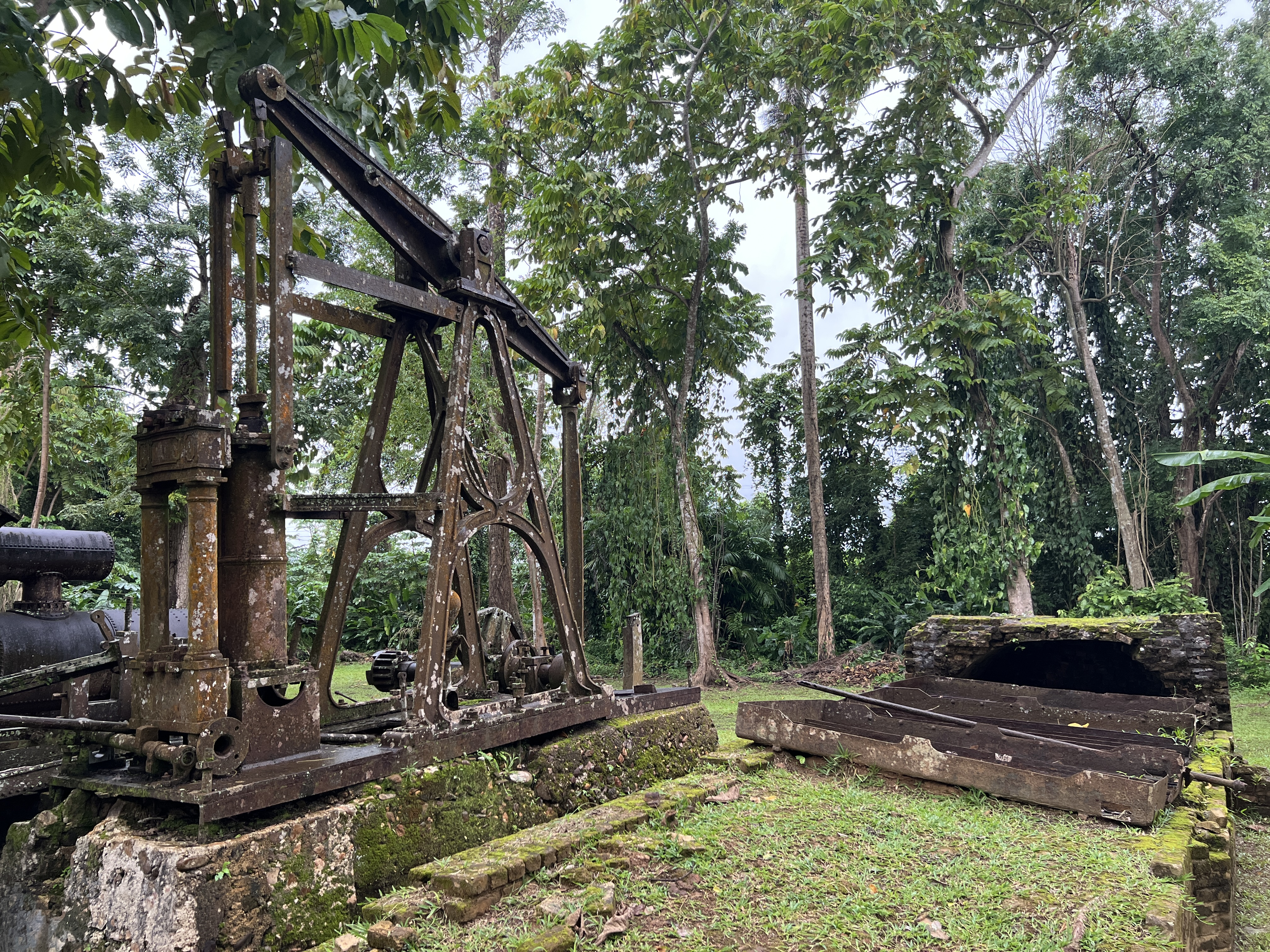
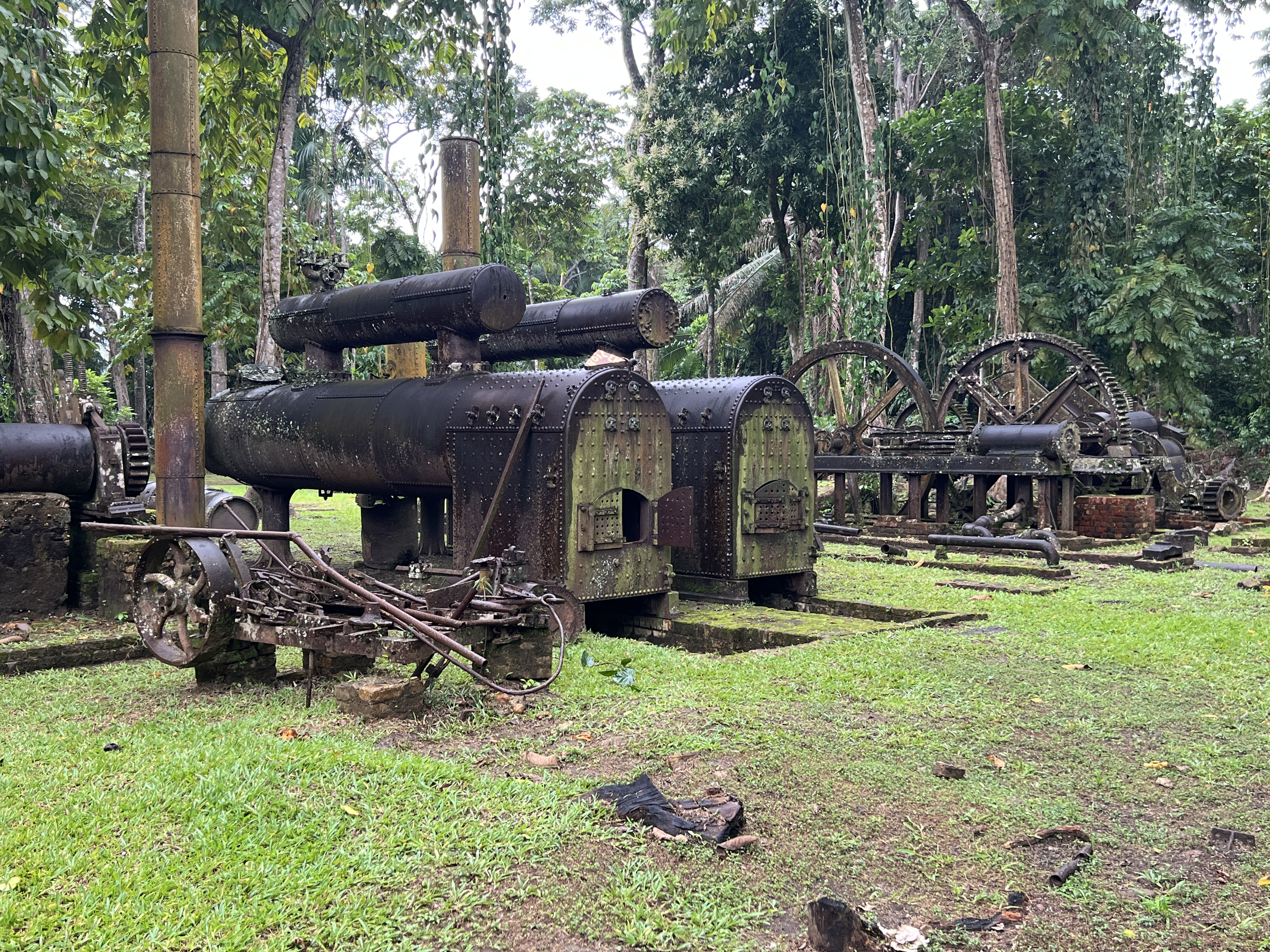
Les chaudières.
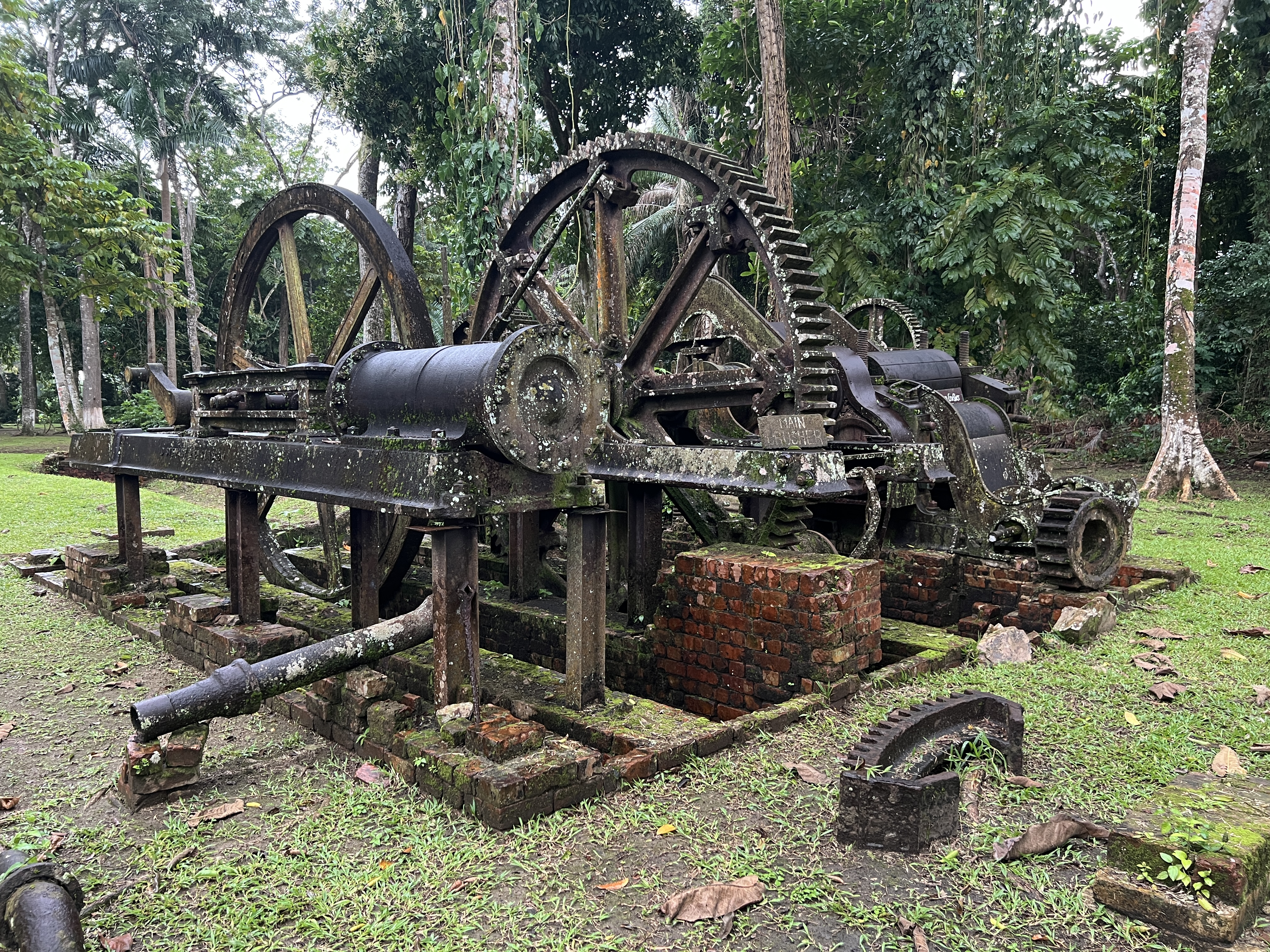
Broyeur de canne à sucre.
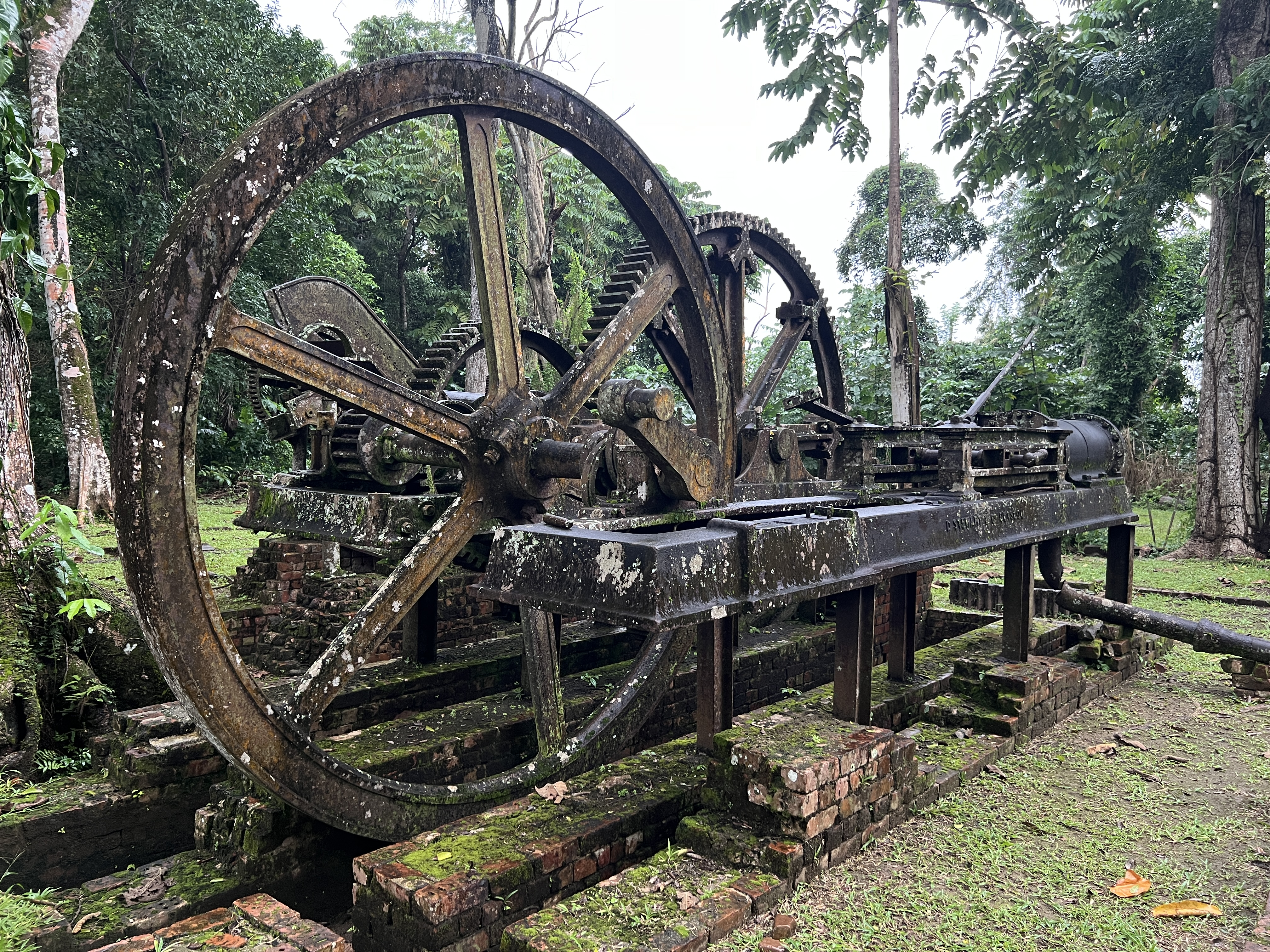